# Paramilitární jednotka
Paramilitární jednotka (též paramilitární skupina) je ozbrojená jednotka, která má jinou funkci a organizaci než běžná profesionální armáda suverénního státu. Jejich činnost není namířena proti státu, od státu často získávají jistou formu podpory. Zejména v Africe se v tomto smyslu hovoří též o milicích. Podobnou funkci mohou zastávat žoldnéřské skupiny, pokud jejich služeb využívá stát.
Termín pochází z řecké předpony para- vedle, mimo, proti a latinského „militans“ vojenskou službu konající.

## Paramilitární jednotky

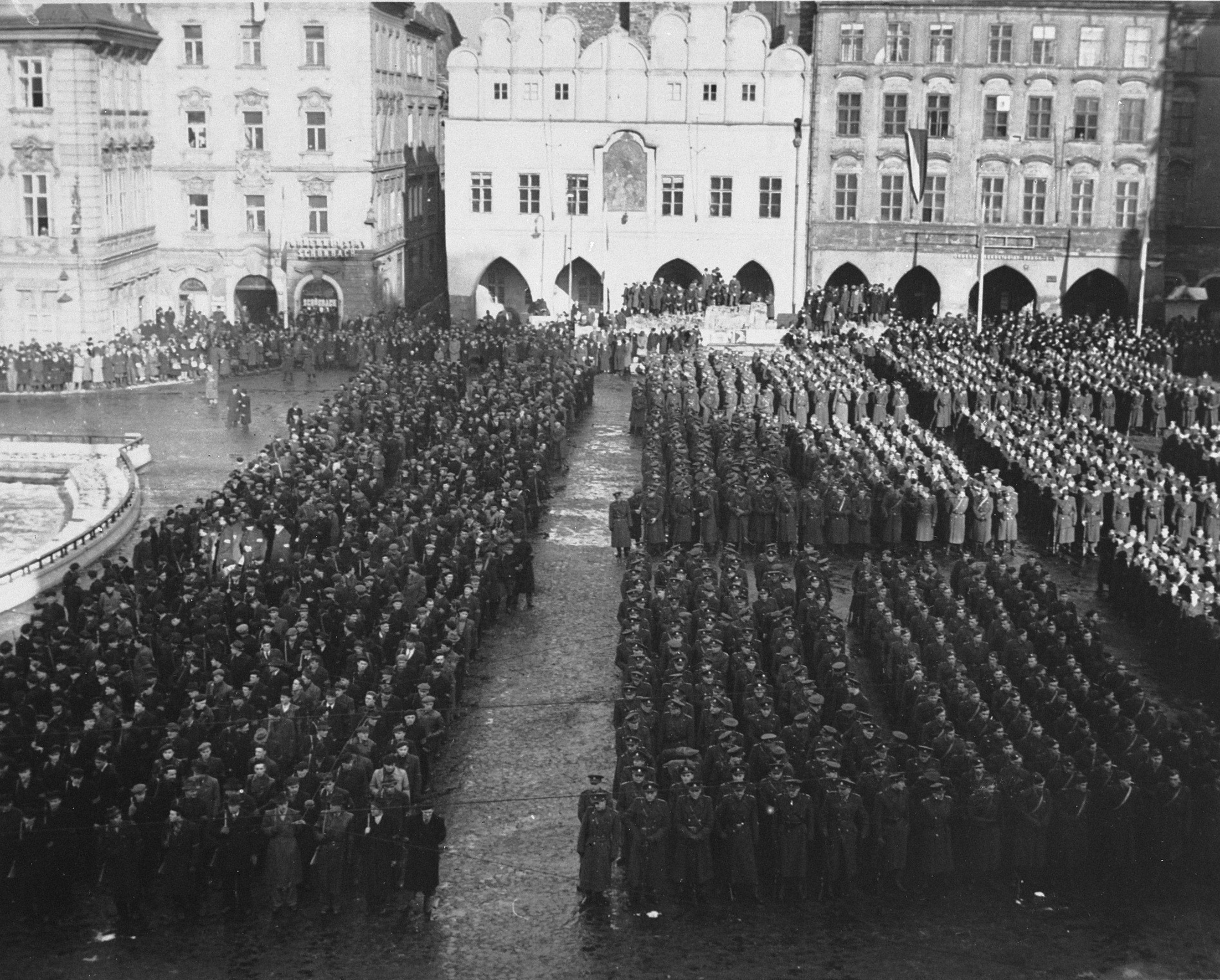
Lidové milice a SNB na Staroměstském náměstí v Praze (1948)

V závislosti na kontextu, paramilitární jednotka může být:
- Pomocná služba pravidelné armádě, například najatá ostraha objektů, dobrovolná aktivní záloha, při působení v zahraničí najatá a speciálně cvičená skupina, která zná dokonale místní jazyk, kulturu a terén.
- Najatá skupina žoldáků z důvodu nadnárodní kontroly hranice, dodržování lidských práv v oblasti, pokud to není schopna vykonávat z jakéhokoliv důvodu místní či cizí regulérní armáda, ale s jiným způsobem výcviku, organizace a zabezpečení. Příklady zahrnují Národní garda Ruské federace (rusky Росгвардия – Rosgvardija, do roku 2016 Vojska ministerstva vnitra), egyptské Síly centrální bezpečnosti (arabsky قوات الأمن العام و الأمن المركزي –  Quwwāt al-Amn al- Amm wa Quwwāt al-Amn al-Markazī a indické Border Security Force. Občas se může stát, že se úkoly plněné regulérní armádou a najatou paramilitární skupinou mohou překrývat (společné patroly, společná ostraha objektů). Administrativa, logistika, operační plánování, zpravodajské zabezpečení, způsoby spojení a jiné formy zabezpečení ozbrojené síly se mohou překrývat či být v různých formách oddělené. Zvláště pak právní zabezpečení, kdy například regulérní armáda nemůže provádět okamžitou likvidaci živé síly, protože na to nemá mandát, kdežto paramilitantní skupina ano. Další příklad je z důvodu získávání informací o protivníkovi, pronikání na cizí území (najmutí agenti či celé paramilitantní útočné skupiny - průzkum bojem. Jako příklad lze uvést speciální lehkou pěší paramilitantní jednotku, verbovanou za úplatu z místního obyvatelstva obývající vysokohorské prostředí. Byli postupně vycvičeni pro boj ve vysokohorském prostředí k ochraně hranic. Jednotka je v současné době součástí pravidelné armády.[kde?]
- Soudní orgány které mohou být včetně policejních jednotek organizovány podél vojenské či polovojenské hranice, někdy zvané četnictvo, jako například:
  - the Royal Canadian Mounted Police,
  - Ontario Provincial Police,
  - New Jersey State Police,
  - Connecticut State Police,
  - New York State Police,
  - Pennsylvania State Police,
  - Florida Highway Patrol,
  - Turečtí Jandarma,
  - Italští Carabinieri,
  - bývalá Royal Irish Constabulary,
  - China Armed Police Force
  - Portuguese National Republican Guard
- Soukromá armáda (private military company, PMC) a vojenské organizace, bezpečnostní agentura.
- Mládežnické skupiny a hnutí v různém stádiu vývoje. Moderní příklad zahrnuje hnutí vojenských kadetů jako třeba Britské Army Cadet Force, Sea Cadets, Air Training Corps a Combined Cadet Force. Někteří považují Boy Scouts of America jako příklad základní formace militantního vzdoru. Jiné národy také mají organizace jako například Australian Defense Force Cadets, the Royal Canadian Army Cadets, the Royal Canadian Air Cadets, the Royal Canadian Sea Cadets, the United States Naval Sea Cadet Corps, Singapore National Cadet Corps a India's National Cadet Corps.

V minulosti patřily k nejznámějším paramilitaristickým skupinám v nacistickém Německu Schutzstaffel (SS), a Sturmabteilung (SA) a v NDR Kampfgruppen der Arbeiterklasse. V socialistickém Československu pak byly takovými jednotkami Lidové milice.